# لي روبرتسون
لي روبرتسون (بالإنجليزية: Lee Robertson)‏ (25 أغسطس 1973 إدنبرة المملكة المتحدة - ) هو لاعب كرة قدم بريطاني يلعب كلاعب وسط.